# 此花綺譚
《此花綺譚》是由天乃咲哉創作的日本漫畫作品。漫畫在最初連載時的名稱為《此花亭奇譚》，當時連載于一迅社的漫畫季刊雜誌《Comic百合姬S》Vol.9（2009年6月18日發售）至Vol.14（2010年9月18日发售），隨後因父親生病、連載於《月刊Dragon Age》的《GOSICK》漫畫版無法暫停連載而休載。一迅社已出版全2冊單行本。後于2015年又由幻冬舍Comics發行《此花亭奇譚 新裝版》上、下2冊。繁體中文版由東立出版社代理，基於一迅社版本引進，已發行1冊單行本。簡體中文版授權嗶哩嗶哩漫畫在網路上架（基於幻冬舍Comics版本，即新裝版）。
其後，本作轉到新出版社幻冬舍Comics的漫畫雜誌《月刊Comic Birz》（現月刊Birz）2015年2月號（2014年12月29日發售）恢復連載，標題變更為《此花綺譚》（此花以假名表記，奇改為綺）。在2018年，又因《月刊Comic Birz》休刊，轉為在幻冬舍Comics旗下的在線漫畫網站《Comic Boost》繼續連載。已出版15冊單行本。簡體中文版授權嗶哩嗶哩漫畫在網路上架。
2017年3月宣布製作同名電視動畫，並於同年10月4日起開始播出。本作入圍2018年電子漫畫大賞（電子漫畫大獎）（みんなが選ぶ!!電子コミック大賞）男性部門提名名單。

## 故事簡介
由八百比丘尼撫育長大的野狐「柚」為了學習待人處事而來到高級溫泉旅館此花亭擔任服務員（仲居），在與服務員前輩們一起生活的同時，也體驗了許多由造訪此花亭的神明所交織出的奇幻事件。

## 登場人物

### 此花亭
柚
配音：大野柚布子（日本）；醋醋（中國大陸）
本作主人公。有明亮的茶色長髮，頭頂部短有一束呆毛。
小時候被埋在雪堆時，被八百比丘尼撿到並撫養長大。為了學習社會事情而來到溫泉旅館「此花亭」。
有些冒失，但有著積極向前的性格。
皐
配音：秦佐和子（日本）；降温（中國大陸）
柚新人時代時的教育員，柚非常憧憬的前輩。擁有青紫顏色的長髮。
責任感很強，雖然現在正在此花亭工作，但她的夢想是像姊姊一樣成為巫女。
實際上無論是舞蹈還是細心程度都超過自己的姊姊，其父母讓其姊柊成為巫女是因為柊連九九乘法都不會僅有跳舞一點高於他人，因此讓聰明又不會惹事的皐去此花亭工作。
棗
配音：諏訪彩花（日本）；沐霏（中國大陸）
穿着男用和服及短褲，男孩子氣的女服務員。第一人稱為「ボク」
蓮
配音：久保田梨沙（日本）；苏婉（中國大陸）
愛打扮的優等生。以「保持優雅」為宗旨，但經常在心裡吐出辱罵之言。由於小時候的心理陰影，有着不擅長應對男人的一面。
櫻
配音：加隈亞衣（日本）；十四（中國大陸）
嬌小而又文靜的少女。讓人很難看出心中所想。
桐
配音：沼倉愛美（日本）；Kiyo（中國大陸）
此花亭的招待長。非常喜歡煙斗和酒，難以對付的性格，但也經常關心其他的服務員們。
椿
配音：緒方惠美（日本）
此花亭的女老闆。

### 其他
瓜乃介（聲：加隈亞衣）
貘。
阿菊（聲：渡邊明乃）
人偶。
八百比丘尼（聲：大原沙耶香）
將柚撫養長大的比丘尼，與此花亭老闆娘是舊相識。
柊（聲：池邊久美子）
皐的姐姐。髮色是銀瞳孔水色。
菖（聲：持月玲依）
柊的巫女同伴。
桃
蓮的妹妹。
宇迦之御魂神（聲：桑島法子）
女神。

## 出版書籍
此花亭奇譚
| 冊數 | 一迅社        | 一迅社                 | 東立出版社    | 東立出版社             |
| 冊數 | 發售日期      | ISBN                   | 發售日期      | ISBN                   |
| ---- | ------------- | ---------------------- | ------------- | ---------------------- |
| 1    | 2010年1月18日 | ISBN 978-4-75-807071-3 | 2013年6月21日 | ISBN 978-986-324-398-4 |
| 2    | 2010年8月18日 | ISBN 978-4-75-807106-2 |               |                        |

此花亭奇譚 新裝版
中国大陆授权哔哩哔哩漫画网络连载。
| 冊數 | 幻冬舍Comics  | 幻冬舍Comics           |
| 冊數 | 發售日期      | ISBN                   |
| ---- | ------------- | ---------------------- |
| 上   | 2015年5月23日 | ISBN 978-4-344-83435-4 |
| 下   | 2015年6月24日 | ISBN 978-4-344-83457-6 |

此花綺譚
中国大陆授权哔哩哔哩漫画网络连载。
| 冊數 | 幻冬舍Comics   | 幻冬舍Comics           | 青文出版社     | 青文出版社             |
| 冊數 | 發售日期       | ISBN                   | 發售日期       | EAN / ISBN             |
| ---- | -------------- | ---------------------- | -------------- | ---------------------- |
| 1    | 2015年4月24日  | ISBN 978-4-344-83416-3 | 2018年1月15日  | EAN 471-801-602-731-2  |
| 2    | 2015年10月24日 | ISBN 978-4-344-83542-9 | 2018年3月14日  | EAN 471-801-602-835-7  |
| 3    | 2016年3月24日  | ISBN 978-4-344-83669-3 | 2018年5月17日  | EAN 471-801-602-913-2  |
| 4    | 2016年10月24日 | ISBN 978-4-344-83821-5 | 2019年5月13日  | ISBN 978-986-356-923-7 |
| 5    | 2017年3月24日  | ISBN 978-4-344-83943-4 | 2020年12月17日 | ISBN 978-986-512-668-1 |
| 6    | 2017年9月23日  | ISBN 978-4-344-84054-6 | 2022年5月18日  | ISBN 978-626-303-592-8 |
| 7    | 2018年6月23日  | ISBN 978-4-344-84179-6 | 2022年10月19日 | ISBN 978-626-322-780-4 |
| 8    | 2019年1月24日  | ISBN 978-4-344-84371-4 | 2023年5月8日   | ISBN 978-626-340-524-0 |
| 9    | 2019年8月24日  | ISBN 978-4-344-84474-2 | 2023年7月10日  | ISBN 978-626-362-007-0 |
| 10   | 2020年3月24日  | ISBN 978-4-344-84622-7 | 2025年5月7日   | ISBN 978-626-422-436-9 |
| 11   | 2020年9月24日  | ISBN 978-4-344-84707-1 |                |                        |
| 12   | 2021年3月24日  | ISBN 978-4-344-84822-1 |                |                        |
| 13   | 2021年12月24日 | ISBN 978-4-344-84956-3 |                |                        |
| 14   | 2022年9月24日  | ISBN 978-4-344-85109-2 |                |                        |
| 15   | 2023年7月24日  | ISBN 978-4-344-85199-3 |                |                        |
| 16   | 2024年8月23日  | ISBN 978-4-344-85387-4 |                |                        |

## 電視動畫

### 製作人員
- 原作：天乃咲哉
- 導演：岡本英樹
- 統本統籌：吉岡孝夫
- 人物設定：黑澤桂子
- 音樂：菊地創
- 動畫製作：Lerche
- 製作：此花綺譚製作委員會
- 中文普通話版本配音製作：音熊聯萌

### 主題曲
片頭曲
作詞：riya，作曲、編曲：菊地創，主唱：eufonius
片尾曲
（第1話－第3話）（春）
作詞：，作曲：山田高弘，編曲：齋藤真也
主唱：此花亭仲居之會（柚（大野柚布子）、皐（秦佐和子）、棗（諏訪彩花）、蓮（久保田梨沙）、櫻（加隈亞衣）、桐（沼倉愛美））
（第4話－第6話）（夏）
作詞：，作曲：山田高弘，編曲：齋藤真也，主唱：棗（諏訪彩花）、蓮（久保田梨沙）
（第7話－第9話）（秋）
作詞：，作曲：山田高弘，編曲：齋藤真也，主唱：櫻（加隈亞衣）、桐（沼倉愛美）
（第10話－第11話）（冬）
作詞：，作曲：山田高弘，編曲：齋藤真也，主唱：柚（大野柚布子）、皐（秦佐和子）
（第12話）
作詞：riya，作曲、編曲：菊地創，主唱：柚（大野柚布子）

### 各話列表
| 話數     | 日文標題 | 中文標題     | 劇本       | 分鏡              | 演出                                                                                     | 作畫監督 |
| -------- | -------- | ------------ | ---------- | ----------------- | ---------------------------------------------------------------------------------------- | -------- |
| 第一話   |          | 昨夜此花     | 吉岡孝夫   | 岡本英樹          | 岡本英樹                                                                                 | 黑澤桂子 |
| 第二話   |          | 春之旅途     | 高橋亨     | 高橋亨            | 山本由美子、松本純平 黑澤桂子                                                            |          |
| 第三話   |          | 渴望戀情     | 木村真一郎 | 木村真一郎        | 星野真澄、安形佳己 難波聖美、佐藤綾子                                                    |          |
| 第四話   |          | 夢之浮橋     | 鈴木行     | 福井洋平          | 山本由美子、難波聖美 安形佳己、樋口博美 佐藤綾子、吉田瑞希 黑澤桂子                      |          |
| 第五話   |          | 送走梅雨     | 高橋亨     | 鈴木拓磨          | 安形佳己、山本由美子 樋口博美、黑澤桂子 成川多加志、佐藤綾子 星野真澄、難波勝美 小沼克介 |          |
| 第六話   |          | 此花亭怪談   | 木村真一郎 | 木村真一郎        | 山本由美子、安形佳己 樋口博美、河野望 成川多加志、難波勝美                               |          |
| 第七話   |          | 夏祭之夜     | 岡本英樹   | 久保山英一        | 樋口博美、松本純平 成川多加志、難波勝美 安形佳己、星野真澄 牛之濱由惟                    |          |
| 第八話   |          | 臨時的訪客   | 奧村吉昭   | 鈴木芳成          | 樋口博美、山本由美子 安形佳己、星野真澄 難波勝美、河野望 成川多加志                      |          |
| 第九話   |          | 泡沫…        | 木村真一郎 | 木村真一郎        | 樋口博美、山本由美子 安形佳己、星野真澄 難波勝美、河野望 成川多加志                      |          |
| 第十話   |          | 姐姐大人襲來 | 高橋亨     | 高橋亨            | 樋口博美、山本由美子 安形佳己、星野真澄 難波勝美、河野望 成川多加志                      |          |
| 第十一話 |          | 神明的休息日 | 鈴木行     | 鈴木拓磨 奧村吉昭 | 樋口博美、山本由美子 安形佳己、星野真澄 難波勝美、河野望 成川多加志                      |          |
| 第十二話 |          | 除夕夜的奇蹟 | 岡本英樹   | 岡本英樹          | 河野望、樋口博美 安形佳己、山本由美子 難波聖美、成川多加志 星野真澄、黑澤桂子            |          |

### 播放電視台
日本深夜動畫：下文記載的日本国内播放時間使用日本標準時間（UTC+9）表示。因為部分時間标识會採用30小时制，因此請留意这类超过24:00的时间，其實際播放時間為翌日清晨。
| 首次播放日期             | 播放時間                           | 播放電視台 | 播放區域 | 備註                                 |
| ------------------------ | ---------------------------------- | ---------- | -------- | ------------------------------------ |
| 2017年10月4日 - 12月20日 | 星期三 20:00 - 20:30（星期三晚上） | AT-X       | 日本全國 | 製作委員会参加 / CS放送 / 有重播放送 |
| 2017年10月4日 - 12月20日 | 星期三 24:00 - 24:30（星期三深夜） | TOKYO MX   | 東京都   |                                      |
| 2017年10月5日 - 12月21日 | 星期四 24:00 - 24:30（星期四深夜） | BS11       | 日本全國 | BS放送 / 『ANIME+』節目              |
|                          | 星期四 26:25 - 26:55（星期四深夜） | 關西電視台 | 近畿地方 |                                      |

### BD&DVD
| 卷數季節    | 發售日期       | 收錄話數       | 規格編號   | 規格編號   |
| 卷數季節    | 發售日期       | 收錄話數       | BD         | DVD        |
| ----------- | -------------- | -------------- | ---------- | ---------- |
| 第一卷 ~春~ | 2017年12月22日 | 第1話－第3話   | ZMXZ-11811 | ZMBZ-11821 |
| 第二卷 ~夏~ | 2018年1月24日  | 第4話－第6話   | ZMXZ-11812 | ZMXZ-11822 |
| 第三卷 ~秋~ | 2018年2月23日  | 第7話－第9話   | ZMXZ-11813 | ZMXZ-11823 |
| 第四卷 ~冬~ | 2018年3月28日  | 第10話－第12話 | ZMXZ-11814 | ZMXZ-11824 |

## 外部連結
- 漫畫《此花綺譚》官方網站 （页面存档备份，存于）（日語）
- 電視動畫《此花綺譚》官方網站 （页面存档备份，存于）（日語）
- 電視動畫《此花綺譚》官方的X（前Twitter）（日語）
- YouTube上的電視動畫《此花綺譚》頻道（日語）